# Mogrenda
Mogrenda is een plaats in de Noorse gemeente Stad, provincie Vestland. Mogrenda telt 293 inwoners (2007) en heeft een oppervlakte van 0,34 km².